# Ralph Gibson

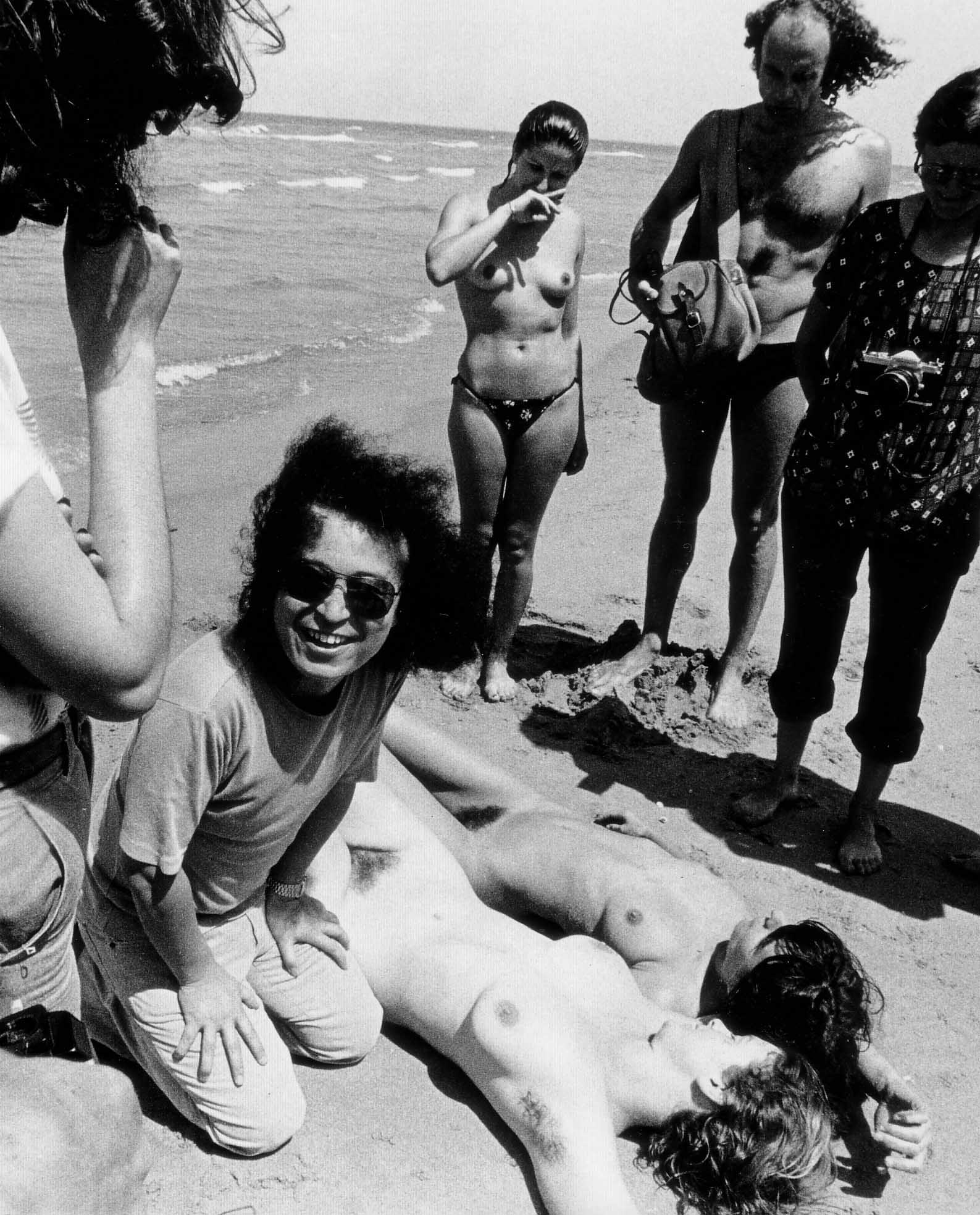
Fotografka Kišin Šinojama vede workshop ve Francii, Ralph Gibson s fotoaparátem vpravo vzadu, Rencontres d'Arles, 1975

Ralph Gibson (* 16. ledna 1939 Los Angeles) je americký umělecký fotograf nejznámější svými fotografickými knihami. Jeho obrazy často začleňují fragmenty s erotickými a tajemnými podtóny, budují narativní význam prostřednictvím kontextualizace a surrealismu, které komponuje pospolu.

## Životopis
Gibson se v roce 1956 zapsal do námořnictva Spojených států, u kterého studoval fotografii až do roku 1960. Gibson pak pokračoval ve svých fotografických studiích na San Francisco Art Institute v letech 1960–1962. Svou profesní kariéru zahájil jako asistent Dorothey Langeové v letech 1961 až 1962 a od roku 1967 do roku 1968 pokračoval ve spolupráci s Robertem Frankem na dvou filmech.

## Dílo
Gibson po celý život fascinují knihy, které také vydává. Od roku 1970, kdy vydal The Somnambulist, se profesionálně věnuje tisku. V roce 1969 se přestěhoval do New Yorku, kde založil Lustrum Press, aby mohl kontrolovat reprodukce svých děl. Společnost Lustrum Press také v roce 1971 vydala dílo Larryho Clarka Tulsa. Během svého působení společnost vytvořila přes 40 monografií, přičemž posledními projekty jsou State of the Ax publikované nakladatelstvím Yale University Press na podzim 2008 a Nude by Taschen (2009). Jeho fotografie jsou součástí více než sta padesáti sbírek muzea po celém světě a objevily se na stovkách výstav. Téměř 50 let pracuje výhradně s fotoaparáty značky Leica.
Na otázku The New York Times, jaké jsou jeho hlavní zdroje inspirace doporučil Gibson to, co považoval za pět klíčových děl: Vision of Paris Eugena Atgeta, American PhotographsWalkera Evanse, Decisive Moment (Rozhodující okamžik) Henriho Cartiera-Bressona, The Americans Roberta Franka a Ballet Alexe Brodovitche.
Na objednávku italské luxusní značkx Bottega Veneta fotografoval Gibson modely Raquel Zimmermannovou a Mathiase Lauridsena na lokacích v Miláně pro reklamu na podzim / zima 2013.
Gibsonova fotografie Hand Through a Doorway byla použita na vnitřním obalu alba Unknown Pleasures z roku 1979 britskou rockovou kapelou Joy Division.
V létě 2016 při příležitosti otevření Galerie Thierry Bigaignon, představil Gibson zcela novou řadu fotografií s názvem Vertical Horizon. Tentokrát v barevném provedení, na rozdíl od černobílých obrázků, kterými je proslaven.

## Gibsonovy publikace
- The somnambulist : photographs 1970 ISBN 9780912810102 Part 1 of a trilogy
- Deja-Vu: Second in the Black Trilogy 1973 ISBN 9780912810065. Part 2 of a trilogy
- Days at Sea ISBN 9780912810157. 1974 Part 3 of a trilogy
- Syntax ISBN 9780912810393. 1983
- Tropism 1987. ISBN 9780893812553
- L'Anonyme 1987. ISBN 9780893812492
- L'Histoire de France 1991 ISBN 9780893814717. Introduction by Marguerite Duras
- Light strings : impressions of the guitar 2004 ISBN 9780811843249. With Andy Summers
- State of the Axe: Guitar Masters in Photographs and Words 2008 ISBN 9780300142112 Foreword by Anne Wilkes Tucker; Preface by Les Paul
- Political Abstraction: 2015 Lustrum Press, ISBN 9781477309940
- The Black Trilogy: 2017 University of Texas Press, ISBN 9781477316269
- Self-Exposure: 2018 HENI, Londýn

## Sbírky
Gibsonova díla jsou v následujících veřejných sbírkách:
- International Center of Photography[6]
- Muzeum J. Paula Gettyho, Los Angeles[7]
- Kemper Museum of Contemporary Art, Missouri[8]
- Metropolitní muzeum umění, New York[9]
- Muzeum umění Houston[10]
- Muzeum moderního umění[11]
- Národní galerie ve Washingtonu, Washington, D.C.[12]
- Stedelijk Museum, Amsterdam[13]
- Vanderbilt University Fine Arts Gallery, Nashville[14]
- Muzeum amerického umění Whitneyové[15]
- International Photography Hall of Fame, St. Louis[16]

## Ocenění
- 2018: Appointed Chevalier de la Légion d'honneur[17]
- 2015: Guild Hall Academy of the Arts Lifetime Award[18]
- 2007: Lucie Award for lifetime achievement in Fine Art.[19]
- 2002: Získal Řád umění a literatury udělené francouzskou vládou[2]
- 1998: Honorary doctorate from the Ohio Wesleyan University
- 1994: Grande Medaille de la Ville d'Arles[2]
- 1991: Honorary doctorate of Fine Arts from the University of Maryland[2]
- 1989: „150 Years of Photography“ Award, Photographic Society of Japan[2]
- 1988: Leica Medal of Excellence Award[2]
- 1986: National Endowment for the Arts fellowship
- 1986: Získal Řád umění a literatury udělené francouzskou vládou[2]
- 1985: Guggenheimovo stipendium od organizace John Simon Guggenheim Memorial Foundation
- 1983: His book Syntax (1983) received a mention for the Rencontres d'Arles Book Award
- 1977: New York State Council on the Arts (C.A.P.S.) fellowship
- 1977: Deutscher Akademischer Austauschdienst (DAAD), Berlin
- 1975: National Endowment for the Arts fellowship
- 1973: National Endowment for the Arts fellowship

## Výstavy
- Na festivalu Rencontres d'Arles představil svou tvorbu v letech 1975, 1976, 1977, 1979, 1989 a 1994.
- Ralph Gibson, The Somnambulist, 50. anniversaire, Galerie Thierry Bigaignon, Paříž, 10. září – 31. října 2020[20]

## Osobní život
Gibson v současné době žije v New Yorku se svou manželkou, módní návrhářkou Mary Jane Marcasiano a často cestuje do Evropy a Brazílie.